# Miðvágur
Miðvágur est une ville des Îles Féroé situé sur la côte sud de l'île de Vágar sur la commune de Vága.
Miðvágur est la plus importe ville de l'île de Vágar. Miðvagur a été habitée depuis le début de la période viking de l'archipel et disposait à cette époque de son propre Thingstätte, une assemblée locale. La ville est connue pour être le meilleur endroit de l'archipel pour chasser la baleine ; le meilleur exemple de ceci se déroula en 1899 quand les chasseurs ont tué 1 300 baleines, ce qui constitue la plus grande prise de l'histoire des Féroé.
Le club sportif de la ville est le Miðvágs Bóltfelag.
Kálvalíđ, la maison la plus vieille du village et peut-être de toutes les Îles Féroe, se trouve au bord du village. Aujourd'hui, la maison est utilisée comme un musée.
Miðvágs fut aussi une municipalité des îles Féroé (Miðvags Kommuna en féroïen) regroupant la ville de Miðvágur et le village de Vatnsoyar, fondé en 1921.

## Population
| Année | Population |
| ----- | ---------- |
| 2002  | 981        |
| 2005  | 1.032      |
| 2006  | 1.101      |
| 2007  | 1.046      |
| 2010  | 1.063      |

## Personnes née à Miðvágur
- Pauli Ellefsen : (1936-2012), pêcheur et technicien.
- Jens Christian Svabo : (1746-1824).
- Beinta Broberg : (1667-1752).

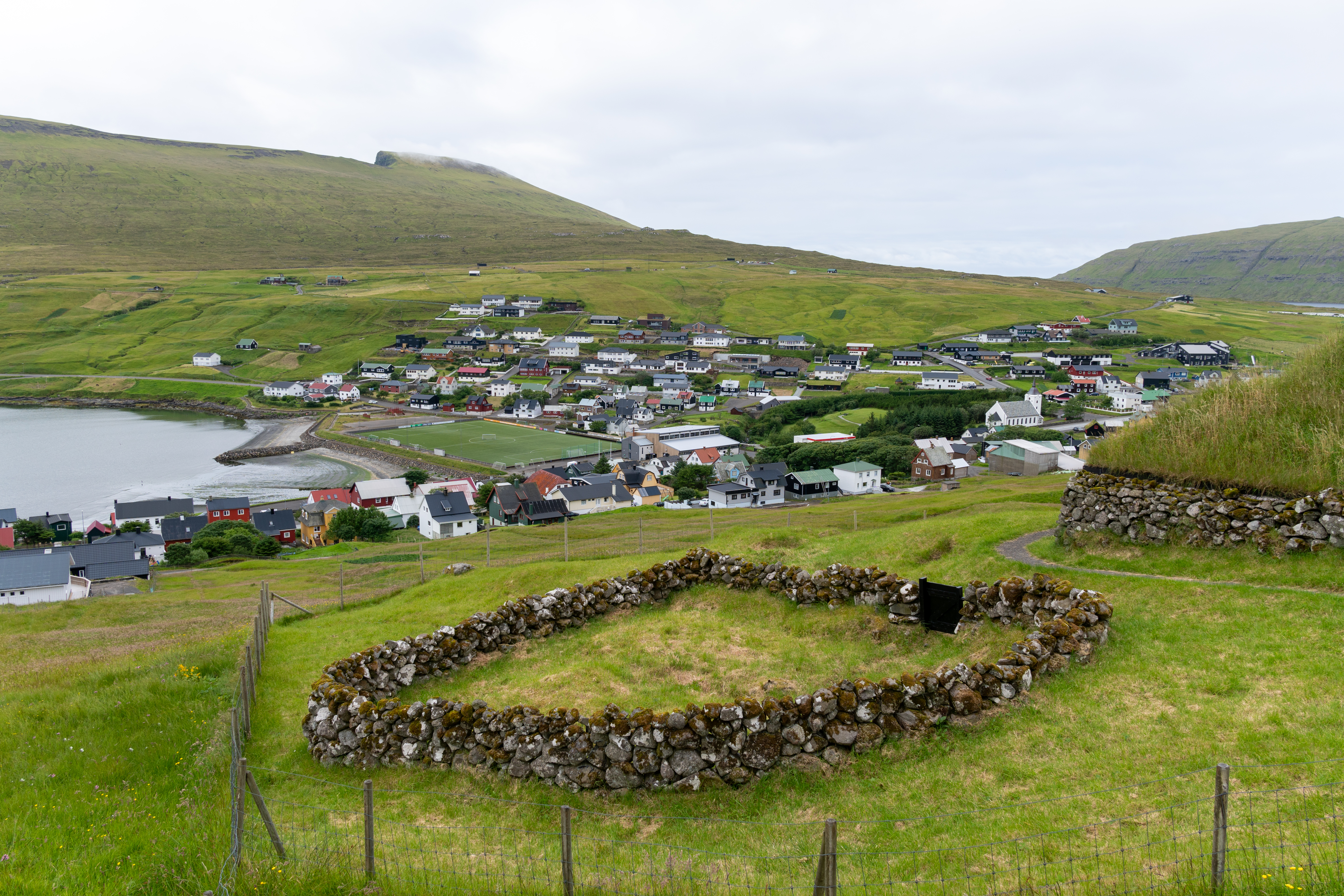
Site historique de Kálvalíð.
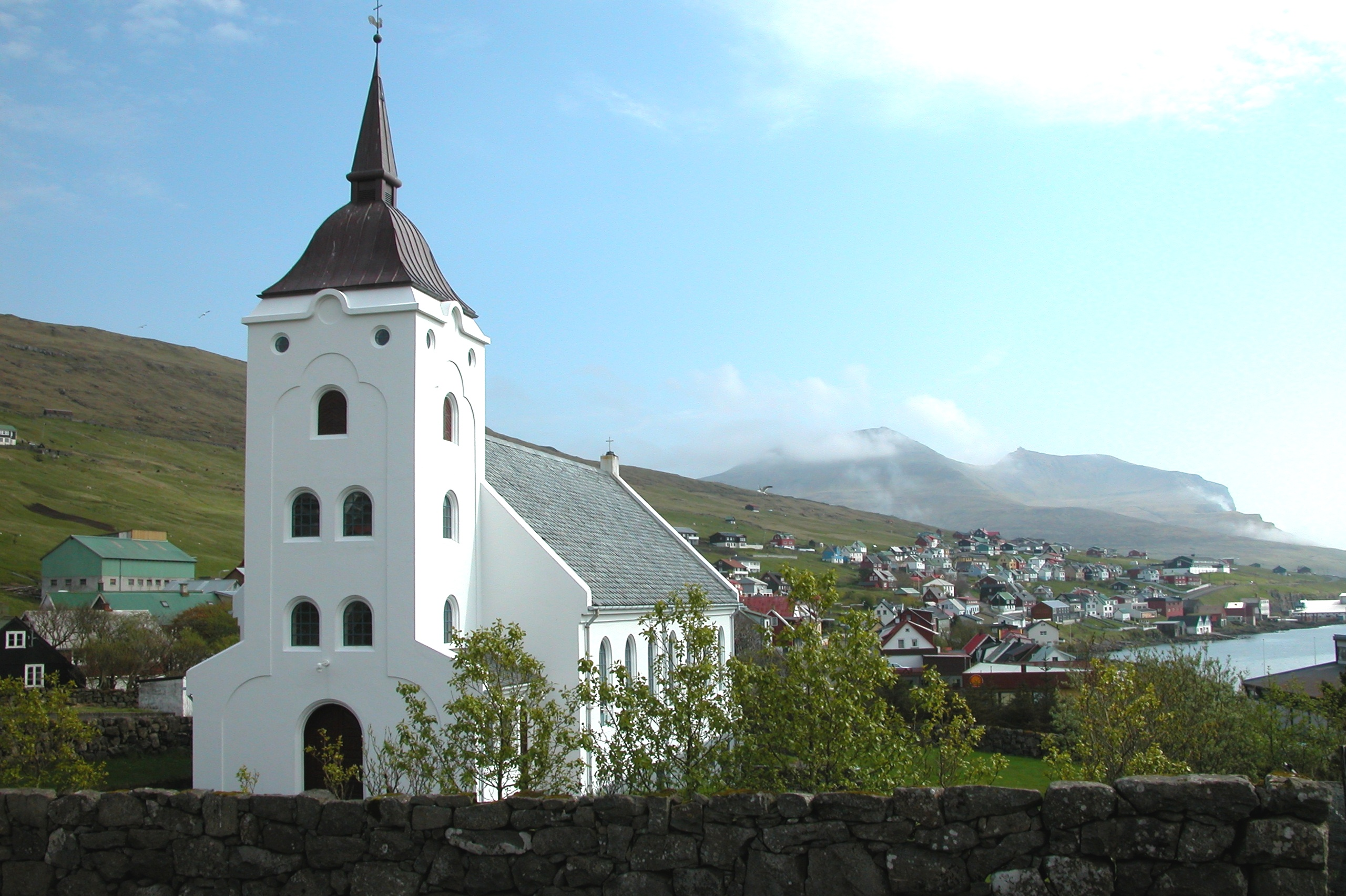
Église de Miðvágur.
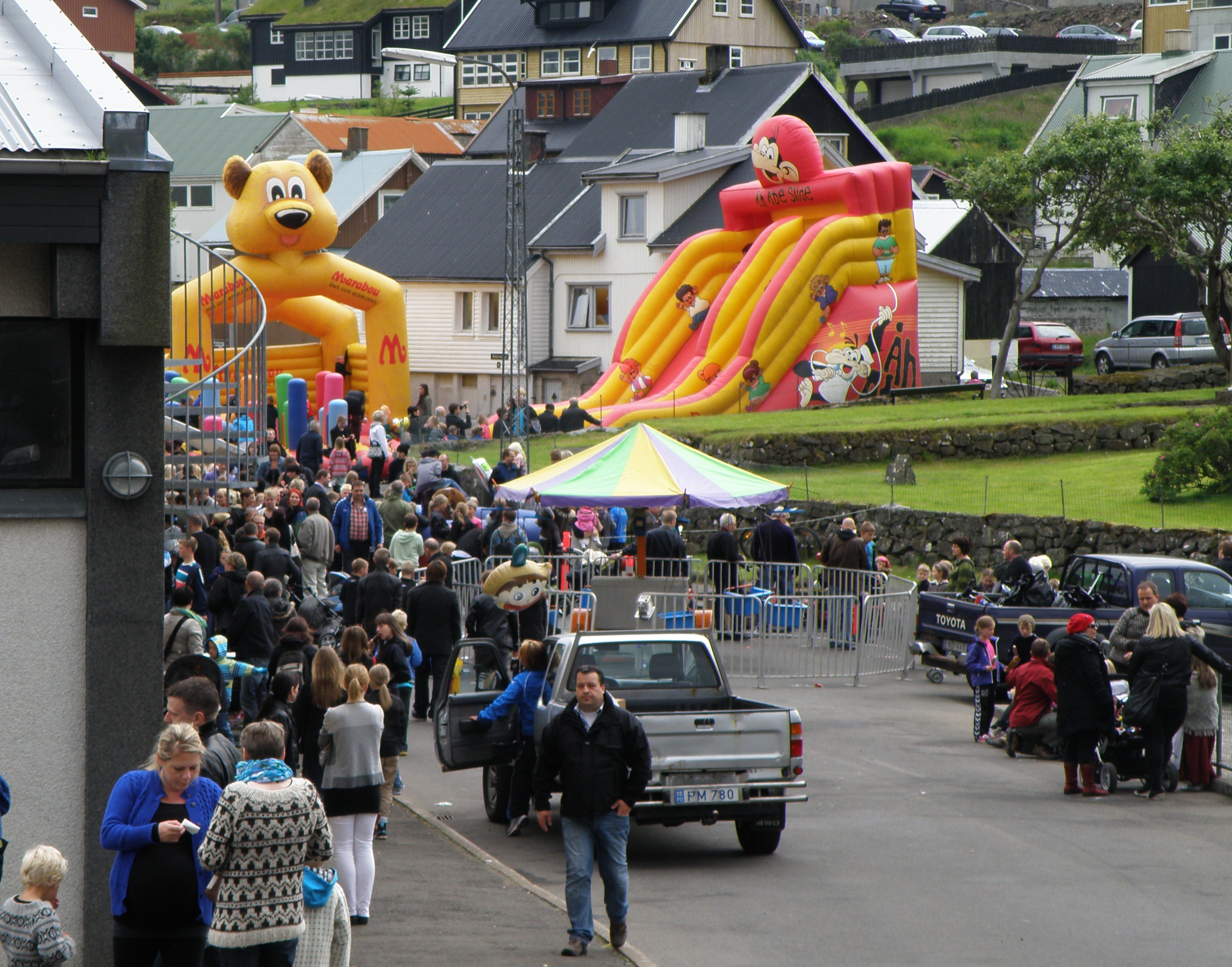
Fête villageoise de Vestanstevna en 2011.